# Afschakelplan (elektriciteit)
Een Afschakelplan voor elektriciteit is een door de Belgische overheid opgelegd plan om bij dreigende elektrische stroomschaarste een deel van het elektriciteitsnet af te sluiten, om op die manier een algemene stroomuitval (black-out) te voorkomen. 
De distributienetbeheerders houden een lijst bij welke straten opgenomen zijn in het afschakelplan. De FOD Economie houdt een overzicht bij op Is mijn straat betrokken?.

## België
Het afschakelplan kwam in België in de actualiteit toen medio 2018 bleek dat volgens het Federaal Planbureau de kans bestond dat in de winter 2018-2019 een ernstig stroomtekort kon optreden. Om een algemene stroomuitval te vermijden, zouden dan delen van het land tijdelijk zonder stroom worden gezet. Uiteraard zou dit plan alleen in werking treden bij een ‘extreme nood’ en indien ‘alle andere maatregelen om het aanbod te verhogen en de vermindering van het verbruik niet voldoen’ (bijvoorbeeld via “afschakelbare verbruikers”).
Concreet wordt het land ingedeeld in acht geografische schijven, die elk overeenstemmen met 500 à 750 MW, samen ongeveer 40 % van de totale netwerkcapaciteit. De schijven vallen niet noodzakelijk samen met gemeente- of gewestgrenzen. Schijf acht is in het plan als eerste aan de beurt. Blijft de nood hoog, dan volgt schijf 7, daarna schijf zes, enzovoort. Bij herhaalde afschakeling worden de schijven afgewisseld (7 in plaats van 8, enzovoort). In principe gebeurt de afschakeling tijdens de piek (tussen 17 uur tot 20 uur), desnoods langer. En indien nodig kunnen zelfs meerdere schijven tegelijkertijd worden afgeschakeld. In principe probeert het plan provinciehoofdplaatsen en stadscentra van gemeenten met meer dan 50.000 inwoners te ontzien.
Het plan wordt beheerd en bijgewerkt door Elia, de beheerder van het Belgische elektriciteitsnet. Juridisch steunt het afschakelplan op het ministerieel besluit van 3 juni 2005 tot vaststelling van het afschakelplan van het transmissienet van elektriciteit. Het nieuwe afschakelplan volgt ook een reeks Europese wettelijke bepalingen (ENTSO-E en Network Codes).
In principe wordt op de vooravond van een eventueel tekort beslist welke schijf afgeschakeld wordt. Dit wordt dan ook als zodanig meegedeeld aan de betrokken lokale besturen en hulpdiensten, en aan de media (bijvoorbeeld: schijf 8). Burgers kunnen zich ook informeren via interactieve websites van de federale overheid en Fluvius, of zich via sms laten verwittigen, na registratie bij be-alert. Voor Vlaanderen beheert fluvius een interactieve website 
Volgens critici is het afschakelplan echter het ongelukkige gevolg van een gebrek aan een vooruitziend energiebeleid met investeringen in alternatieven, na de voorgenomen kernuitstap van 2003.